# کارن باردسلی
کارن باردسلی (انگلیسی: Karen Bardsley؛ زادهٔ ۱۴ اکتبر ۱۹۸۴) یک بازیکن فوتبال اهل ایالات متحده آمریکا است.
وی سابقه بازی در تیم ملی بانوان انگلیس را دارد.